# Russi Taylor
Russi Taylor (ur. 4 maja 1944 w Cambridge, zm. 26 lipca 2019 w Glendale) – amerykańska aktorka głosowa. Najbardziej znana z głosu Myszki Minnie w filmach Disneya. Była żoną aktora głosowego Wayne’a Allwine’a, który użyczał głosu Myszce Miki.

## Filmografia
- 1980: The World of Strawberry Shortcake jako Truskawkowe Ciastko
- 1981–1989: Smerfy jako Puszek
- 1981: Strawberry Shortcake in Big Apple City jako Truskawkowe Ciastko
- 1982: Strawberry Shortcake: Pets on Parade jako Truskawkowe Ciastko
- 1983: Strawberry Shortcake: Housewarming Surprise jako Truskawkowe Ciastko
- 1983: Opowieść wigilijna Myszki Miki jako pani Cratchit (Myszka Minnie) / Martha Cratchit (Melodie – siostrzenica Minnie)
- 1984: Strawberry Shortcake and the Baby Without a Name jako Truskawkowe Ciastko
- 1984: Strawberry Shortcake Meets the Berrykins jako Truskawkowe Ciastko
- 1984–1991: Mapeciątka jako Gonzo / Camilla / Robin
- 1985–1986: Kissyfur jako pan Emmy Lou / Beehonie / Toot / siostry Cackle / Donna
- 1986: Mój mały kucyk jako Poranna Zorza / Różyczka / skunks / Włochatek
- 1986–1987: Mój mały kucyk jako Różyczka / Lukrecja / Poranna Zorza
- 1988: Kto wrobił królika Rogera? jako Myszka Minnie / ptaszki
- 1987–1990: Kacze opowieści jako Hyzio / Dyzio / Zyzio / Tasia
- 1988: Scooby Doo: Szkoła upiorów jako Fantazma Upiór
- 1989–1990: Dink, mały dinozaur jako Squirt
- 1989-2019: Simpsonowie jako Martin Prince / Sherri Mackleberry / Terri Mackleberry / Üter Zörker / Lewis Clark / Wendell Borton / Martha Prince / różne role
- 1990: Kacze opowieści. Poszukiwacze zaginionej lampy jako Hyzio, Dyzio i Zyzio oraz Tasia
- 1990: Tajemnica zaginionej skarbonki jako Gonzo / Hyzio / Dyzio / Zyzio
- 1990: Widget jako Widget
- 1990: Śliczne świnki
- 1991: Pan Boguś jako Brattus / Dust Bullies
- 1992: Twinkle - przybysz z Krainy Marzeń jako Nova
- 1992: Raw Toonage jako Tasia Van Der Kwak
- 1995: Mój przyjaciel smok jako kobieta sprzedająca ciasta
- 1998: Babe: Świnka w mieście jako Pudelka / Kot
- 1998: Dzielny mały Toster jedzie na Marsa jako Robbie
- 2000: Café Myszka jako Myszka Minnie/ Klara Gdak / Wróżka Chrzestna / Duchessa / Fauna / różne głosy
- 2001: Magiczna gwiazdka Mikiego: Zasypani w Café Myszka jako Myszka Minnie
- 2001: Dziewięć psów Świętego Mikołaja jako Agnes Anne
- 2002: Kingdom Hearts jako Myszka Minnie
- 2002: Kopciuszek II: Spełnione marzenia jako Wróżka Chrzestna / Mary / Dafne / Beatrycze / Gryzelda
- 2004: Mickey, Donald, Goofy: Trzej muszkieterowie jako Myszka Minnie
- 2004: Mickey: Bardziej bajkowe święta jako Myszka Minnie
- 2007: Simpsonowie: Wersja kinowa jako Martin
- 2007: Księżniczki Disneya: Czarodziejskie opowieści jako Flora
- 2013: Myszka Miki jako Myszka Minnie
- 2015: Flintstonowie: Wielkie Łubu-dubu jako Pebbles Flintstone
- 2017: Miki i raźni rajdowcy jako Myszka Minnie
- 2018: Kacze opowieści jako młody Kaczor Donald